# Nederlands recht (studie)
Nederlands recht is meestal de naam van een van de studierichtingen binnen een faculteit der Rechtsgeleerdheid. Het is de studierichting die in het bijzonder is toegesneden op een van de traditionele juridische beroepen: rechter, officier van justitie of advocaat.
In het oude titelsysteem verkreeg men door het succesvol afronden van een rechten gerelateerde master het recht op de titel meester in de rechten, afgekort als mr. Het idee van de studie is dat het een overzicht geeft van alle hoofdgebieden van het positieve recht in Nederland, alsmede de invloed van internationaal recht op dat recht in Nederland.